# Atyriodes jalapae
Atyriodes jalapae là một loài bướm đêm trong họ Geometridae.